# Sergueï Sergueïevitch Smirnov
Pour les articles homonymes, voir Smirnov.
Sergueï Sergueïevitch Smirnov (en russe : Серге́й Серге́евич Смирно́в), né le 4 ou le 16 septembre 1895 à Ivanovo-Voznessensk dans l'Empire russe et mort le 20 août 1947 à Leningrad en URSS, est un géologue, minéralogiste et académicien soviétique d'origine russe.

## Biographie
En 1919, Sergueï Smirnov est diplômé de l'Institut minier de Pétrograd. En 1939, il devint membre correspondant de l'Académie des sciences d'URSS au département de mathématiques et de sciences naturelles. 
Le 27 septembre 1943, il est élu académicien au département de géologie et de géographie. 
Sergueï Smirnov est lauréat du Prix Staline en 1946. 
Il meurt en 1947 et il est enterré au cimetière Volkovo de Léningrad.
Une dorsale lunaire, longue de 156 kilomètres, porte son nom, la Dorsa Smirnov.